# José Villanueva (Boxer)
José Luis Villanueva (* 19. März 1913 in Manila; † 11. November 1983 in Quezon City) war ein philippinischer Boxer.

## Biografie
José Villanueva trat bei den Olympischen Sommerspielen 1932 in Los Angeles im Bantamgewicht an. Nachdem er im Achtelfinale ein Freilos hatte, qualifizierte er sich mit seinem Sieg im Viertelfinale über den Japaner Akira Nakao für das Halbfinale. Dort unterlag er dem Kanadier Horace Gwynne nach Punkten. Im Kampf um Bronze trat sein Gegner Joseph Lang aus den Vereinigten Staaten nicht an, weshalb er kampflos die Bronzemedaille erhielt.
Nach seiner Boxkarriere wurde er Boxtrainer und trainierte unter anderem  Flash Elorde. 1983 starb Villanueva an einem Herzinfarkt.
Sein Sohn Anthony Villanueva wurde ebenfalls Boxer und gewann bei den Olympischen Sommerspielen 1964 in Tokio eine Silbermedaille.